# Famous Fred
Famous Fred ist ein britischer animierter Kurzfilm von Joanna Quinn aus dem Jahr 1996. Er beruht auf dem Kinderbuch Fred von Posy Simmonds.

## Handlung
Der Kater Fred, das Haustier der Kinder Sophie und Nick, ist an Katzenschnupfen gestorben. Es spricht sich in der Straße herum und die Kinder und Erwachsenen erinnern sich an Fred, der jede erdenkliche Gelegenheit genutzt hat, um zu schlafen. Zusammen mit ihren Eltern beerdigen Sophie und Nick Fred im Hof und malen ihm eine einfache Grabplatte.
Nachts wachen beide Kinder vom Lärm vor ihrem Fenster auf. Draußen steht der Kater Ginger in Frack und Zylinder, der auf seine Armbanduhr schaut. Sophie und Nick schleichen sich aus dem Haus und sehen sich von Katzen und Katern umringt, die sich zur Trauerfeier für den berühmten Fred eingefunden haben. Als die Kinder erklären, Fred könne unmöglich berühmt gewesen sein, da er buchstäblich nichts getan habe, klären die anderen sie auf: Fred trat nachts als Sänger auf und war in der Katzenwelt ein Star. Durch die Katzenklappe schiebt sich plötzlich Kenneth, das Meerschweinchen der beiden Kinder. In Jeans und Lederjacke stellt er sich beiden als ehemaliger Manager Freds vor und beginnt, dessen Geschichte zu erzählen.
Fred kam als Geburtstagsgeschenk für die Mutter der Familie zu Sophie und Nick. Durch einen Zufall lernte er den Rock’n’Roll kennen und übte heimlich in einem Schuppen das Singen. Hier hörte ihn der damals noch wild lebende Kenneth und beschloss, die Ausbildung Freds zu übernehmen. Er ließ sich von Sophies und Freds Eltern „finden“ und als Haustier annehmen. Nachts managte er Fred, fertigte Kostüme für ihn an und probte mit ihm das Tanzen. Bald konnte Fred nachts in der Öffentlichkeit auftreten und die Fanschar wuchs kontinuierlich. Als die Hinterhöfe für Freds Publikum nicht mehr ausreichten, gingen beide auf Welttournee, während Sophie und Nick kleine Zettel in den Straßen verteilten, um ihre verschwundenen Haustiere wiederzufinden. Freds ausschweifender Lebensstil sorgte jedoch immer häufiger für Erkrankungen, die sich in immer höheren Tierarztrechnungen niederschlugen. Am Ende erkrankte Fred schließlich an Katzenschnupfen und verstarb.
Kenneth macht sich Vorwürfe. Die Trauerfeier geht mit Gospelgesang weiter und Sophie und Nick sind traurig, dass sie Fred nie haben singen hören. Ginger hat jedoch eine letzte Aufnahme Freds auf Kassette dabei und die Trauerfeier verlegt sich in Sophies und Nicks Haus. Die Katzen tanzen zu Freds Musik und leeren den Kühlschrank. Als der Morgen dämmert, verschwinden alle und auch Sophie und Nick werden von Kenneth ins Bett geschickt. Kenneth reinigt mühsam die Küche, sodass sich die Eltern am nächsten Morgen nur wundern, warum der vorher gefüllte Kühlschrank mit einem Mal leer ist. Kenneth sitzt derweil im Meerschweinchenstall und zählt die verschiedenen Katzenleben auf, die Fred mit der Zeit bei verschiedenen Unfällen eingebüßt hatte. Es stellt sich heraus, dass der Katzenschnupfen erst Freds achtes verbrauchtes Katzenleben ist. Da jede Katze jedoch neun Leben hat, ruft Kenneth aufgeregt aus, dass Fred doch noch ein Leben übrig habe. Und tatsächlich stiehlt sich Fred heimlich aus dem Grab.

## Produktion
Famous Fred basiert auf Posy Simmonds’ Kinderbuch Fred. Der Film kam am 1. Januar 1996 heraus. Lenny Henry singt als Fred im Film verschiedene Lieder, darunter den von Danny Cheng komponierten und von Rob Reed und Nigel Crowle geschriebenen Titel One Last Song.

## Synchronisation
| Rolle   | Originalsprecher  |
| ------- | ----------------- |
| Fred    | Lenny Henry       |
| Kenneth | Tom Courtenay     |
| Ginger  | David Robb        |
| Sophie  | Jessica Lynam     |
| Nick    | David John Barker |
| Vater   | Matthew Marsh     |
| Mutter  | Joanna Quinn      |

## Auszeichnungen
Famous Fred wurde 1997 für einen BAFTA als Bester animierter Kurzfilm nominiert.
Der Film erhielt 1998 eine Oscarnominierung in der Kategorie „Bester animierter Kurzfilm“, konnte sich jedoch nicht gegen Geri’s Game durchsetzen.